# Krasnogvardeysky (huyện của Stavropol)
Huyện Krasnogvardeysky (tiếng Nga: ? райо́н) là một huyện hành chính tự quản (raion), của Vùng Stavropol, Nga. Huyện có diện tích 2259 kilômét vuông, dân số thời điểm ngày 1 tháng 1 năm 2000 là 42800 người. Trung tâm của huyện đóng ở Krasnogvardeyskoye.